# Grace Bilolo
Grace Nkuanga Masuangi Bilolo, né le 20 novembre 1988 à Kinshasa, est un homme politique congolais. Il est l'actuel gouverneur élu du Kongo-Central

## Biographie

### Origines
Grace Nkuanga Masuangi Bilolo naît le 20 novembre 1988 à Kinshasa, il est originaire de la province du Kongo-Central, territoire de Tshela, district du Bas-fleuve.

### Formations
Licencié en droit économique et social de l'université technologique Bel Campus de Kinshasa, Grace Nkuanga est également gradué en droit économique et social de l'université protestante du Congo (UPC). Il est diplômé d’État du groupe scolaire de Tumba dans le territoire de Mbanza-Ngungu, ou de grandes personnalités du pays ont étudié.

### Parcours professionnel et politique
De 2014 à 2015, Grace Bilolo est administrateur gérant du groupe Bilolo commercial de Kinshasa à Tshela. De 2015 à 2017, il est membre du cabinet du gouverneur du Kongo-Central. De 2019 à 2020, il est conseiller chargé de la fonction publique au ministère du plan, budget et fonction publique du Kongo-Central. Il exerce de février à décembre 2020 le poste de chargé de l'administration et des finances du fonds routier au Kongo-Central.
En 2022, il est élu vice-gouverneur du Kongo-Central. Il est député provincial au Kongo-Central de 2020 à 2022. 
Le 29 avril 2024, Grace Nkuanga Masaungi Bilolo est élu gouverneur de la province du Kongo-Central, ce qui est confirmé par la Cour constitutionnelle après contentieux électoral. Il prend ses fonctions le 26 juin. 